# Victor Loret

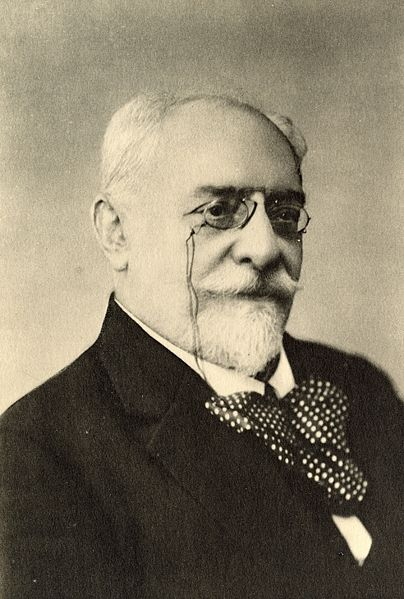
Portret Victor Loret (1859 – 1946)

Victor Clement Georges Philippe Loret (ur. 1 września 1859, zm. 3 lutego 1946) – francuski archeolog i egiptolog.
Studiował w Paryżu w École des Hautes Études, uczęszczając m.in. na zajęcia Gastona Maspero. W 1881 wyjechał do Egiptu, gdzie podjął współpracę z Gastonem Maspero, stając się jednym z pierwszych członków Francuskiej Misji Egiptologicznej w Kairze. W 1883, wspólnie z Eugène Lefébure pracował w nekropolach tebańskich, kopiując malowidła i opisując inskrypcje.
W 1886 objął katedrę egiptologii na Uniwersytecie w Lyonie, której przewodniczył do 1929. W latach 1897–1899, przewodniczył Egipskiej Służbie Starożytności. W tym czasie zainicjował wydawanie „Annales du Service des Antiquites de l’Egypte”. W marcu 1898, w Dolinie Królów, odkrył grobowiec Amenhotepa II (KV35), słynny grobowiec-skrytkę mumii królewskich, władców: XVIII, XIX i XX dynastii. Było to największe osiągnięcie w jego karierze badacza i odkrywcy.
Odnalazł również:
- KV32 – Teje – główna żona Amenhotepa III.
- KV33 – Totmes II
- KV36 – Maiherperi – urzędnik Totmesa I
- KV38 – Totmes I
- KV40 – ???
- KV41 – ???
- KV42 – Hatszepsut II Merire – żona Totmesa III, matka Amenhotepa II